# Zvíkov (okres Český Krumlov)
Obec Zvíkov se nachází v okrese Český Krumlov, kraj Jihočeský. Žije zde 95 obyvatel.

## Historie
První písemná zmínka o obci pochází z roku 1371.

## Pamětihodnosti
- Boží muka
- Úsek bývalé koněspřežné dráhy
- Zvíkovská lípa – památný strom v centru obce

## Galerie

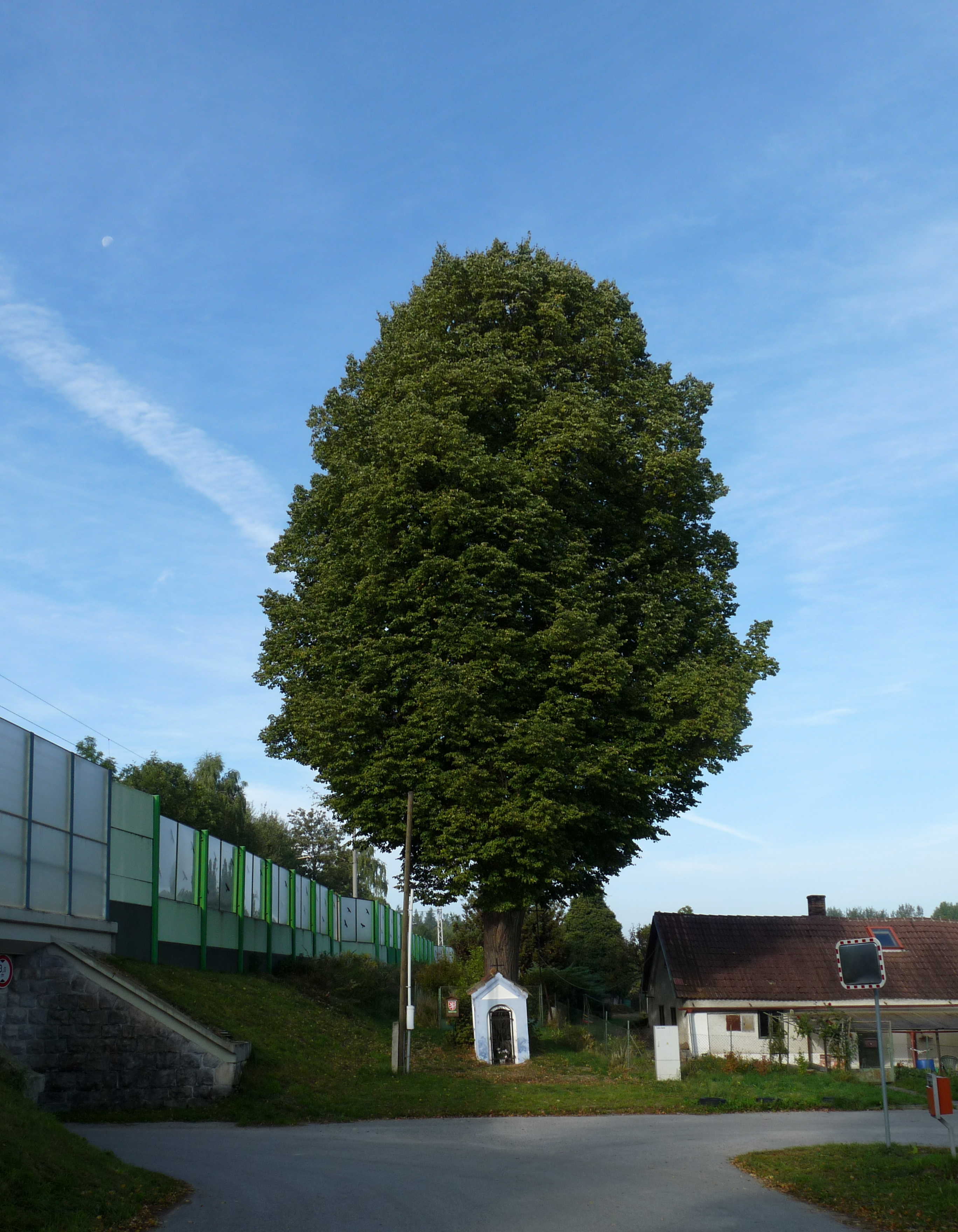
Zvíkovská lípa
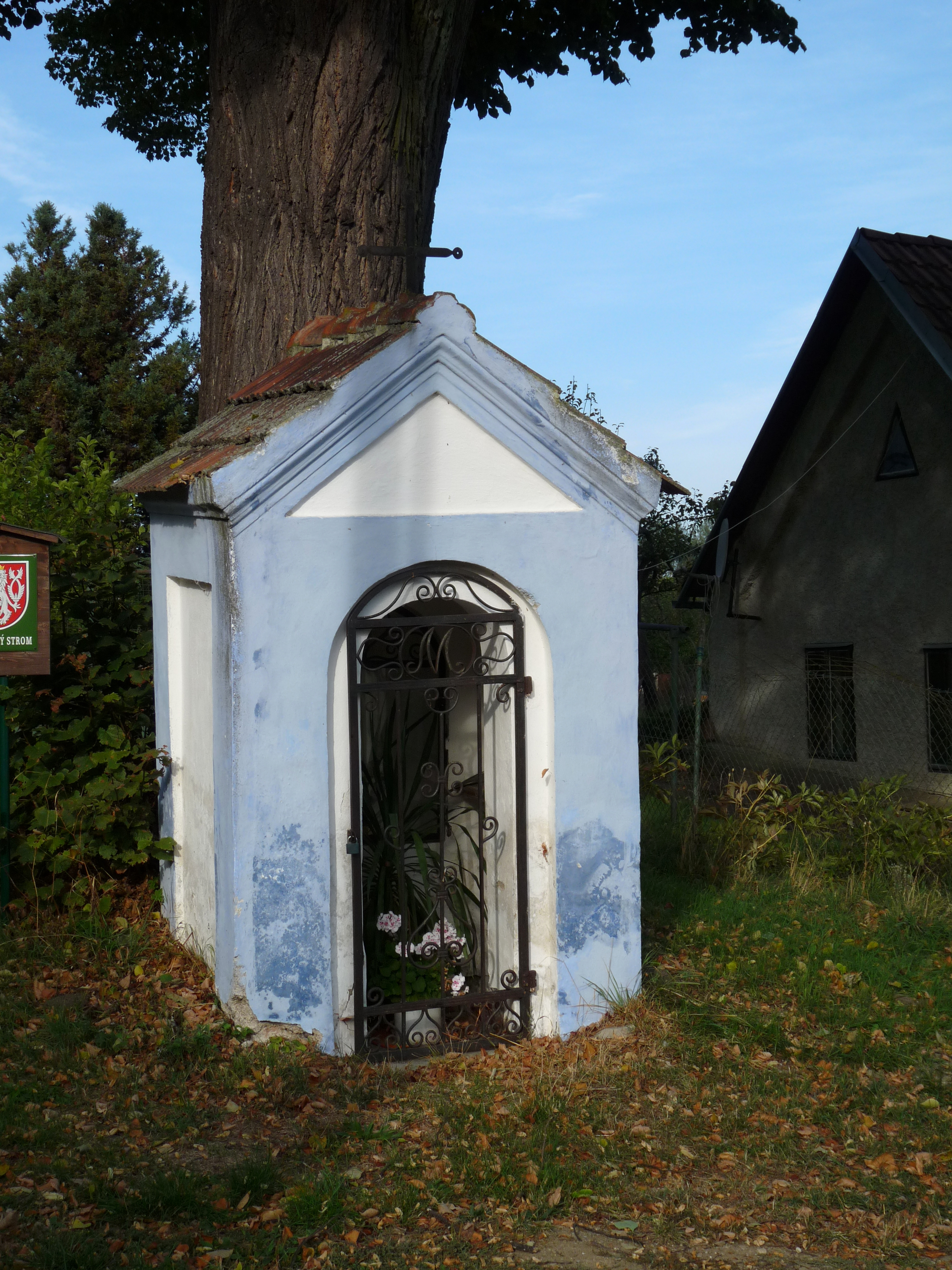
kaplička pod lípou
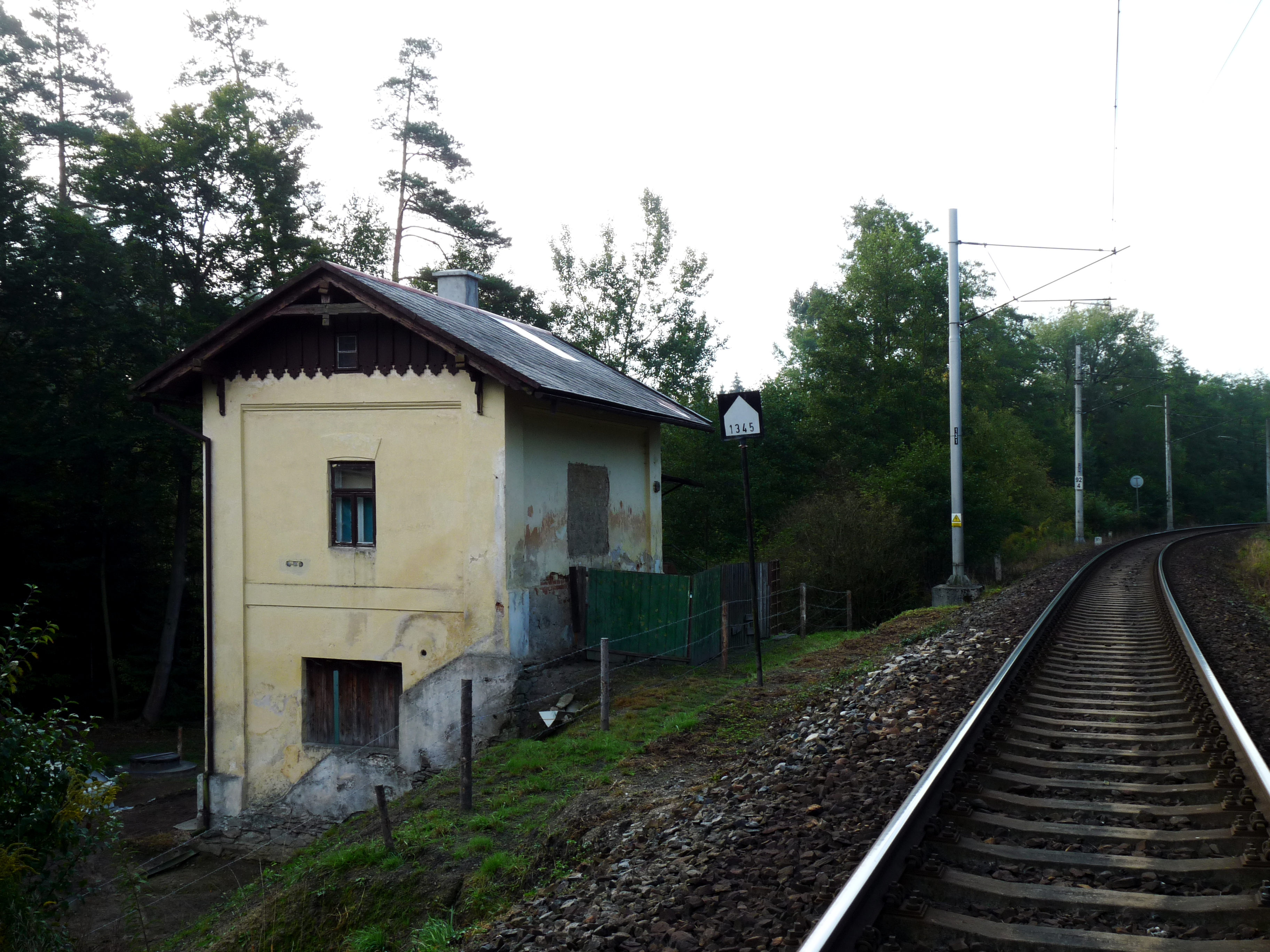
trať 196 procházející obcí